# Wincanton Racecourse

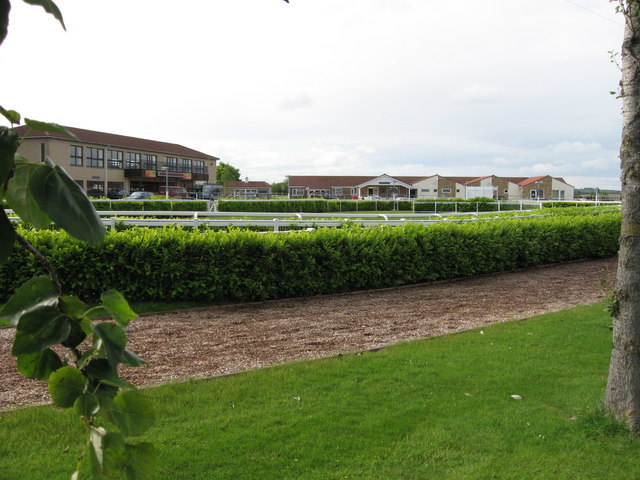
Gebouwen en Parade Ring van de Wincanton Racecourse

De Wincanton Racecourse is een paardenrenbaan ten noorden van Wincanton in Engeland. De baan is eigendom van Jockey Club Racecourses.
De grasbaan is ongeveer rechthoekig met een lichte knik in een van de lange zijden. De lengte is ongeveer 2,2 km (1 Engelse mijl en 3 furlongs). Er wordt in wijzerzin gelopen. Op de baan worden National Hunt hurdles (hindernisraces) en steeplechases (met grotere hindernissen) gelopen van oktober tot mei. Een van de belangrijkste wedstrijden is de Kingwell Hurdle in februari voor vierjarige of oudere paarden, over een afstand van ongeveer 2 Engelse mijl (3.219 meter) met acht hindernissen.
In het middenterrein is een golfbaan met 9 holes aangelegd.